# Schwartziella bouryi
Schwartziella bouryi is een slakkensoort uit de familie van de Rissoidae. De wetenschappelijke naam van de soort is voor het eerst geldig gepubliceerd in 1949 door Desjardin.